# Plogoff
 Plogoff  (en bretón Plougoñ) es una población y comuna francesa, en la región de Bretaña, departamento de Finisterre, en el distrito de Quimper y cantón de Pont-Croix.

## Demografía
| 2569 | 2547 | 2359 | 2131 | 1902 | 1563 |
| Para los censos de 1962 a 1999 la población legal corresponde a la población sin duplicidades (Fuente: INSEE [Consultar]) |      |      |      |      |      |